# Schlehdorf

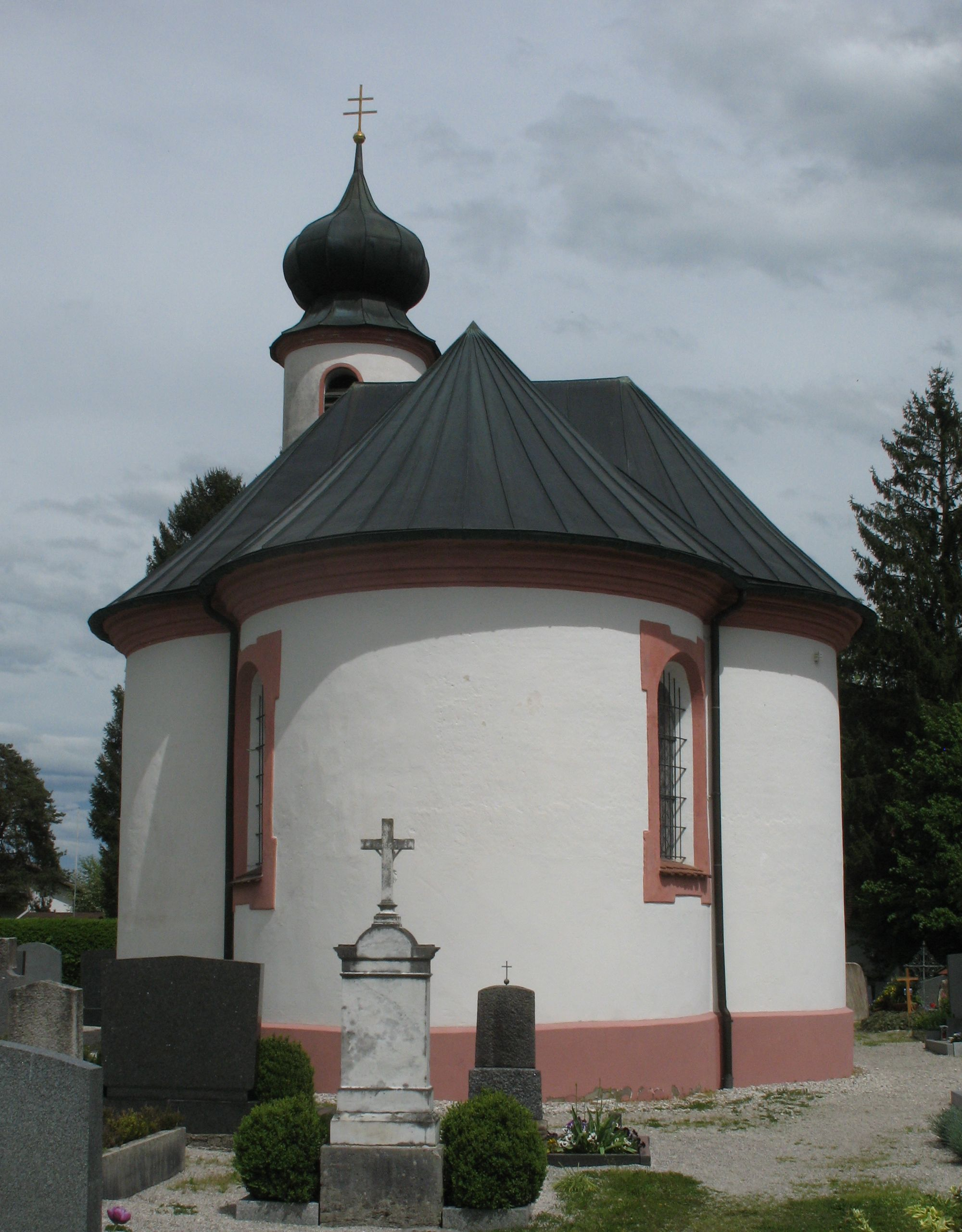
Cappella

Schlehdorf è un comune tedesco situato nel land della Baviera, fa parte del circondario di Bad Tölz-Wolfratshausen.